# Tom Kratman
Tom Kratman (4 september 1956) is een Amerikaanse ex-militair en schrijver van sciencefiction en militaire fictie. Hij wordt uitgegeven bij Baen Books.

## Leven
In 1974 ging Kratman bij het Amerikaanse leger. Hij kreeg er een studiebeurs en studeerde in 1980 aan het Boston College als officier af. Hij nam deel aan Operatie Just Cause in Panama en de Golfoorlog van 1990-1991. Van 1992 tot 1995 studeerde Kratman recht. Hij werd advocaat maar bleef reservist. Kratman nam nog deel aan de Irakoorlog. In 2006 ging hij op rust en begon voltijds te schrijven. 
Kratman is getrouwd en heeft drie kinderen en drie kleinkinderen.

### Op zichzelf staande boeken
- Big Boys Don't Cry, 2000, 2014
- A State of Disobedience, 2003, ISBN 0-7434-9920-4
- Caliphate, 2008, ISBN 1-41655-545-5

### Boekenreeksen
Legacy of the Aldenata
- Watch on the Rhine, 2005, met John Ringo, ISBN 0-7434-9918-2
- Yellow Eyes, 2007, met John Ringo, ISBN 1-41652-103-8
- The Tuloriad, 2009, met John Ringo, ISBN 1-4391-3409-X

A Desert Called Peace (Carrera)
- A Desert Called Peace, 2007, ISBN 1-4165-2145-3
- Carnifex, 2007, ISBN 1-4165-7383-6
- The Lotus Eaters, 2010, ISBN 1-4391-3346-8
- The Amazon Legion, 2011, ISBN 1-4391-3426-X
- Come and Take Them, 2013, ISBN 1-4516-3936-8
- The Rods and the Axe, 2014, ISBN 978-1476736563
- A Pillar of Fire by Night, 2018, ISBN 978-1625796714
- Terra Nova: The Wars of Liberation, 2019, kortverhalen, ISBN 978-1481484169

Countdown
- The Liberators, 2011, ISBN 1-4391-3402-2
- M Day, 2011, ISBN 1-4391-3464-2
- H Hour, 2012, ISBN 1-4516-3793-4

- International Standard Name Identifier: 0000 0000 6208 9718
- Library of Congress Control Number: n2003047224
- Virtual International Authority File: 166260904
- WorldCat: E39PBJycJTvQtCpJKhvmqYBQMP